# Смотришь в небо
«Смотришь в небо» — песня азербайджанского певца Эмина и украинской певицы Светланы Лободы, выпущенная 28 мая 2014 года в качестве сингла на лейбле United Music Group.

## Предыстория и релиз
По словам Эмина, предложение о сотрудничестве он получил от Лободы по электронной почте. Певица отправила ему текст песни, а уже на утро получила демозапись трека в исполнении певца. Авторами песни выступили сама Лобода и Андрей Осадчук.
«Смотришь в небо» была выпущена официально 28 мая 2014 года. Она стала большим хитом на Украине, заняв первое место в чарте TopHit, а по итогам года вошла в первую двадцатку самых популярных песен. В России песня заняла 78-е место в еженедельном чарте.
Песня была включена во второй студийный альбом Эмина «Начистоту» 2014 года.

## Музыкальное видео
Режиссёром автором идеи музыкального видео на песню стала продюсер Лободы Нателла Крапивина, это была уже вторая совместная работа Лободы и Крапивиной и начало долго творческого тандема. Художником-постановщиком выступил Сергей Иванов.
В клипе Эмин роль писателя, мечтающего о девушке, которую никогда не встретит, роль же музы досталось Лободе, но питает она чувства не к Эмину, а к герою в исполнении актёра Артёма Ткаченко. Разочаровавшись в любви, Эмин сжигает свои рукописи. Видеоряд — как было написано в пресс-релизе — психологического клипа-триллера сопровождается монологом Агаларова, читающего строчки из романа Владимира Набокова «Лолита».
Презентация клипа состоялась 21 мая 2014 года в московском ресторане «Rose Bar».

## Награды и номинации
В 2015 году «Смотришь в небо» получил две номинации на украинской премии YUNA — «Лучший видеоклип» и «Лучший дуэт»; в первом случае победа была отдана группе «Океан Ельзи» за клип «Стіна», однако за лучший дуэт Эмин и Лобода награду получили. Также песня была номинирована как лучший дуэт на российской «Премии RU.TV» и одержала победу.

## Список композиций
| №  | Название          | Длительность |
| -- | ----------------- | ------------ |
| 1. | «Смотришь в небо» | 3:44         |

| №  | Название                   | Длительность |
| -- | -------------------------- | ------------ |
| 1. | «Смотришь в небо» (Remake) | 3:16         |

## Чарты
| Чарт (2014)                         | Высшая позиция |
| ----------------------------------- | -------------- |
| Киев (TopHit — Радиохиты недели)    | 6              |
| Москва (TopHit — Радиохиты недели)  | 85             |
| Россия (TopHit — Радиохиты недели)  | 78             |
| СНГ (TopHit — Радиохиты недели)     | 47             |
| Украина (FDR Топ-40)                | 4              |
| Украина (FDR UA Топ-20)             | 3              |
| Украина (TopHit — Радиохиты недели) | 1              |

| Чарт (2014)                         | Высшая позиция |
| ----------------------------------- | -------------- |
| Киев (TopHit — Радиохиты месяца)    | 7              |
| Москва (TopHit — Радиохиты месяца)  | 94             |
| Россия (TopHit — Радиохиты месяца)  | 92             |
| СНГ (TopHit — Радиохиты месяца)     | 49             |
| Украина (TopHit — Радиохиты месяца) | 2              |

### Годовые чарты
| Чарт (2014)                           | Позиция |
| ------------------------------------- | ------- |
| Киев (TopHit — Хиты года на радио)    | 40      |
| Россия (TopHit — Хиты года на радио)  | 192     |
| СНГ (TopHit — Хиты года на радио)     | 109     |
| Украина (TopHit — Хиты года на радио) | 16      |

## История релиза
| Регион | Дата           | Формат                      | Версия       | Лейбл              | Ист.   |
| ------ | -------------- | --------------------------- | ------------ | ------------------ | ------ |
| Мир    | 28 мая 2014    | Цифровая загрузка, стриминг | Оригинальная | United Music Group | [ 11 ] |
| СНГ    | 2 июня 2014    | Радиоротация                | Оригинальная | United Music Group | [ 15 ] |
| Мир    | 2 октября 2014 | Цифровая загрузка, стриминг | Remake       | United Music Group | [ 12 ] |
| СНГ    | 10 ноября 2014 | Радиоротация                | Remake       | United Music Group | [ 26 ] |